# Cristiano da Silva
Cristiano da Silva (Campo Mourão, 12 febbraio 1987) è un calciatore brasiliano, attaccante della Portuguesa.

## Carriera
Ha iniziato la sua carriera calcistica giocando nella giovanili dell'Adap Galo Maringá, mentre il suo primo club professionale è stato il Coritiba.
Gioca in varie squadre brasiliane fino a quando, ad inizio 2012, viene acquistato dall'FC Red Bull Salzburg. Dal 2013 si trasferisce in Giappone, dove gioca per il Tochigi, per il Ventforet e infine per il Reysol.

## Palmarès

### Club
- Campionato austriaco: 1

Salisburgo: 2011-2012
- Coppa d'Austria: 1

Salisburgo: 2011-2012
- J2 League: 1

Kashiwa Reysol: 2019

### Individuale
- Capocannoniere della Coppa J. League: 1

2014 (6 gol, a pari merito con Leandro)